# Helmut Börsch-Supan
Pour les articles homonymes, voir Borsch.
Helmut Börsch-Supan (né le 3 avril 1933 à Cologne) est un historien de l'art allemand et un auteur polyvalent d'ouvrages fondamentaux principalement sur l'art allemand des XVIIIe et XIXe siècles.

## Biographie
Helmut Börsch-Supan étudie l'histoire de l'art, l'archéologie classique et la philosophie à Cologne, Hambourg, Fribourg et Berlin, où il obtient son doctorat en 1958 à l'Université libre de Berlin. Après un stage dans la collection de portraits des Musées de Munich, il commence à travailler en 1961 comme assistant de recherche à l'administration des Palais et Jardins d'État de Berlin. Il y est conservateur des arts visuels des palais de Berlin pendant plus de trois décennies et est directeur adjoint de l'administration du palais de Berlin de 1983 jusqu'à son départ en 1995. En outre, il enseigne de 1974 à 2005 à l'Institut d'histoire de l'art de l'Université libre de Berlin, où il est nommé professeur honoraire en 1984.
Le sujet de son doctorat est la conception d'images de Caspar David Friedrich (1958), l'artiste l'a occupé toute sa vie. En 1973, à partir des archives de l'historien de l'art Karl Wilhelm Jähnig (1888-1960), il présente l'ouvrage le plus complet sur l'artiste à ce jour, comprenant un catalogue raisonné et des sources écrites, sa dernière monographie sur l'artiste datant de 2008. Ses recherches portent sur la peinture allemande des XVIIIe et XIXe siècles, plus de 200 essais témoignent de sa productivité scientifique. Son édition des "Catalogues des expositions de l'Académie de Berlin" et son manuel sur la peinture allemande du XIXe siècle sont largement utilisés. En outre, il publie de nombreux ouvrages sur l'architecture et la sculpture, principalement de la région de Berlin et du Brandebourg, dont plusieurs ouvrages sur Karl Friedrich Schinkel.
À l'occasion de son 70e anniversaire en 2003, des amis et collègues lui dédient la publication commémorative « Prusse. L'art et l'individu ». En 2012, la ville de Greifswald décerne à Börsch-Supan la médaille Rubenow (de), la plus haute distinction de la ville, pour son travail lié au romantique Caspar David Friedrich, né à Greifswald.
Helmut Börsch-Supan est également un observateur attentif de la politique muséale et culturelle contemporaine et s'exprime également dans la presse quotidienne et dans des essais et des conférences, en particulier lorsque les valeurs artistiques et culturelles sont menacées par des intérêts de pouvoir. Engagé dans l'art contemporain, il est un partenaire important pour Hann Trier (de), Joachim Dunkel et Roger Loewig (de) pendant des décennies. Il est membre de la Commission historique de Poméranie.

## Honneurs
En 2008, Börsch-Supan et son épouse reçoivent la médaille Fidicin de l'Association d'histoire de Berlin (de) en reconnaissance de leurs recherches sur l'art et l'histoire du paysage culturel de Berlin-Potsdam.

## Publications (sélection)

### Livres
- (Bearb.): Die Kataloge der Berliner Akademie Ausstellungen 1786-1840. Bruno Hessling, Berlin 1971, 3 Bände. (Quellen und Schriften zur bildenden Kunst. Herausgegeben von Otto Lehmann-Brockhaus und Stephan Waetzold; 4).
- mit Karl Wilhelm Jähnig: Caspar David Friedrich. Gemälde, Druckgraphiken. Prestel Verlag, München 1973. (Werkverzeichnis Friedrichs mit Biographie).
- Die Kunst in Brandenburg-Preußen. Ihre Geschichte von der Renaissance bis zum Biedermeier dargestellt am Kunstbesitz der Berliner Schlösser. Gebr. Mann, Berlin 1980.
- Die Deutsche Malerei. Von Anton Graff bis Hans von Marées. Deutscher Kunstverlag, München 1988.
- Kunstmuseen in der Krise. Chancen, Gefährdungen, Aufgaben in mageren Jahren. Deutscher Kunstverlag München, 1993.
- Das Schloß Charlottenburg. Berlin Edition, Berlin 1998  (ISBN 3-8148-0005-2).
- Karl Friedrich Schinkel. Bühnenentwürfe. Verlag Ernst & Sohn, Berlin 2000  (ISBN 3-433-02175-9).
- Der Mönch an der Spree. Caspar David Friedrich zwischen Geschichtslast und Repräsentationslust. Deutscher Kunstverlag, Berlin 2001  (ISBN 3-935455-08-9).
- Künstlerwanderungen nach Berlin vor Schinkel und danach. Deutscher Kunstverlag, München/Berlin 2001  (ISBN 3-422-06328-5).
- mit Gerhard Ullmann, Dieter Hildebrandt: Sanssouci. Komet Verlag, Köln 2002  (ISBN 3-89836-218-3).
- Caspar David Friedrich. Prestel Verlag, München 2005  (ISBN 3-7913-3333-X).
- Karl Friedrich Schinkel. Bild-Erfindungen. Deutscher Kunstverlag, München/Berlin 2007  (ISBN 978-3-422-06672-4) (Karl Friedrich Schinkel Lebenswerk. Hrsg. von Helmut Börsch-Supan und Gottfried Riemann. Band 20).
- Caspar David Friedrich. Gefühl als Gesetz. Deutscher Kunstverlag, München, Berlin, 2008  (ISBN 978-3-422-06807-0).

### Articles de journaux
- Zur Entstehungsgeschichte von Schinkels Entwürfen für die Museumsfresken. In: Zeitschrift des Deutschen Vereins für Kunstwissenschaft. 35, 1981, S. 36–46,  (ISSN 0044-2135).

### Textes des catalogues d'exposition
- Katharina Szelinski-Singer: Bildhauerarbeiten. Mit Texten von Ursel Berger und Helmut Börsch-Supan. Hrsg.: Georg-Kolbe-Museum (Ausstellungskatalog), Berlin 1987, 48 Seiten, 33 Abb.
- Katharina Szelinski-Singer: Stein und Bronze. Mit Texten von Wolfgang Schulz und Helmut Börsch-Supan. Eine Veröffentlichung der Stiftung Deutschlandhaus, Berlin. 1997, Katalog zur Ausstellung Deutschlandhaus, 19. Oktober – 14. Dezember 1997; Meissen, Albrechtsburg 8. Februar – 13. April 1998. 60 S. mit zahlr. Abb., teils farbig.